# ثاديوس مان
ثاديوس مان (بالألمانية: Thaddeus Mann، بالبولندية: Tadeusz Mann) هو عالم كيمياء حيوية نمساوي وبولندي قام بإسهامات أكاديميَّة هامَّة في مجال علم الأحياء التكاثري، ولد مان في 4 ديسمبر عام 1908 في لفيف بالإمبراطورية النمساوية المجرية وتلقى تعليمه من جامعة لفيف. درس مان الطب في جامعة يوهانز كازيميروس في لفيف، ونال إجازة معالج مرضى عام 1932 وإجازة دكتور في الطب عام 1934. توفي مان في 27 نوفمبر عام 1993 في مدينة كامبريدج في المملكة المتحدة.

## وصلات خارجية
- الأستاذ ثاديوس مان في حوار مع الدكتور روبن هاريسون (24 أكتوبر عام 1989)